# Wyspa Sobieszewska
Wyspa Sobieszewska ist eine Insel an der Danziger Bucht in der Woiwodschaft Pommern in Polen und auch der Name des östlichsten Danziger Stadtbezirks.
Die Insel liegt etwa 15 km östlich vom Stadtzentrum Danzigs entfernt. Auf der Insel leben 3443 Menschen.
Seinen heutigen polnischen Namen erhielt das Gebiet nach dem Hauptort Sobieszewo (Bohnsack), einem ehemaligen Fischerdorf im Westen der Insel. Weitere Siedlungen sind Sobieszewko (Bohnsacker Pfarrdorf), Sobieszewska Pastwa (Bohnsackerweide), Przegalina (Einlage), Wieniec (Kronenhof),  Górki Wschodnie (Östlich-Neufähr), Komary (Schnakenburg), Świbno (Schiewenhorst) und Orle (Wordel). Alle Orte gehören seit dem 1. Dezember 1973 zur Stadt Danzig.

## Geschichte
Die heutige Insel war früher Teil der Danziger Nehrung, in Danzig meist nur als die Nehrung bezeichnet. Dieser schmale Dünenstreifen wurde durch Landgewinnungsmaßnahmen um die Außennehrung erweitert. Als dieses niedrige Gebiet, das häufig überschwemmt wurde, zur Weichsel hin eingedeicht wurde, änderte sich im 19. Jahrhundert der Name in Neue Binnennehrung. Dies geschah im Gegensatz zur Alten Binnennehrung bei Steegen, die schon früher ihren Deich erhielt. Der Grenzdeich zur Außennehrung verlief ungefähr östlich der heutigen Stromweichsel.

## Geografie

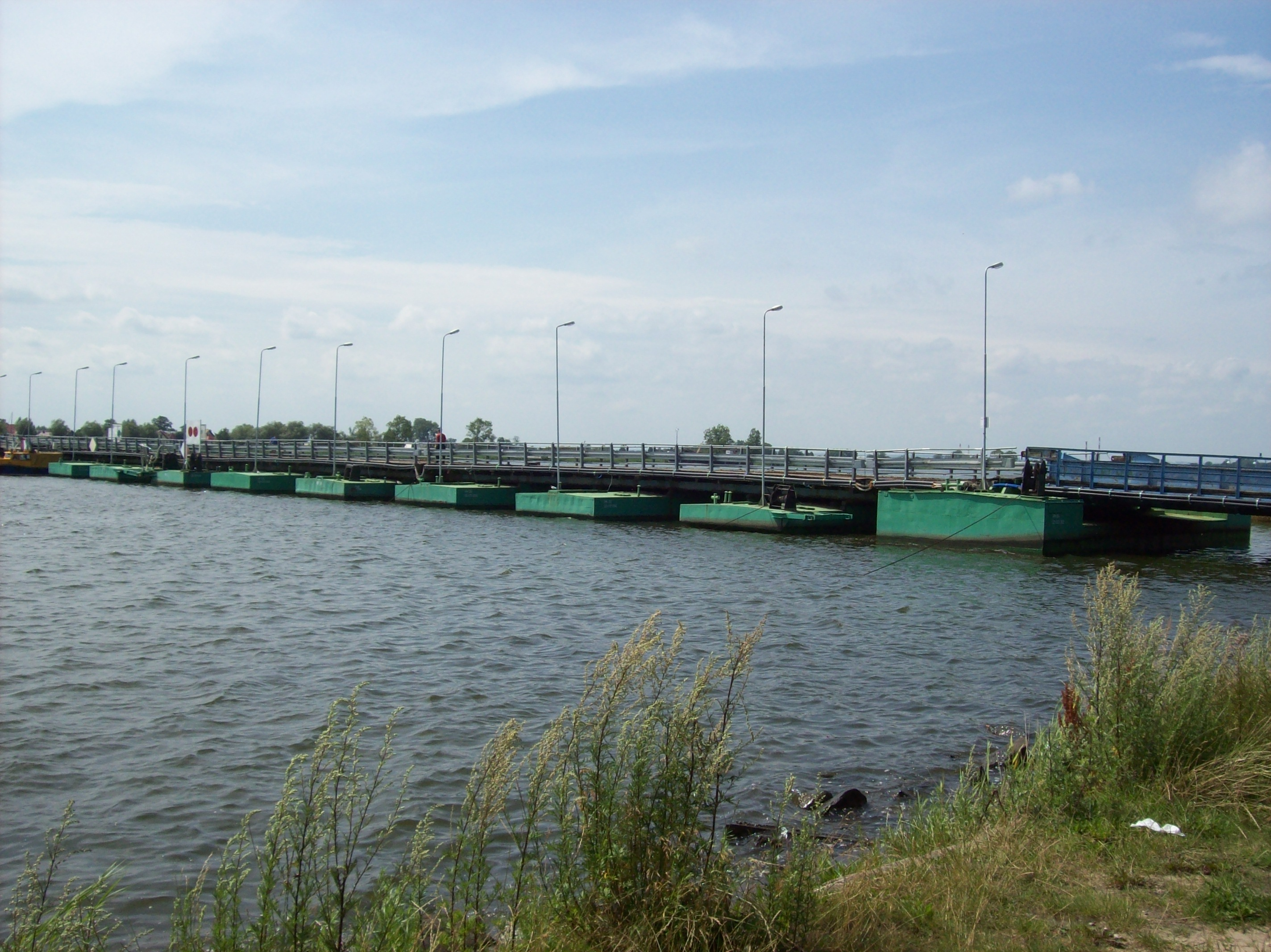
Pontonbrücke über die Tote Weichsel

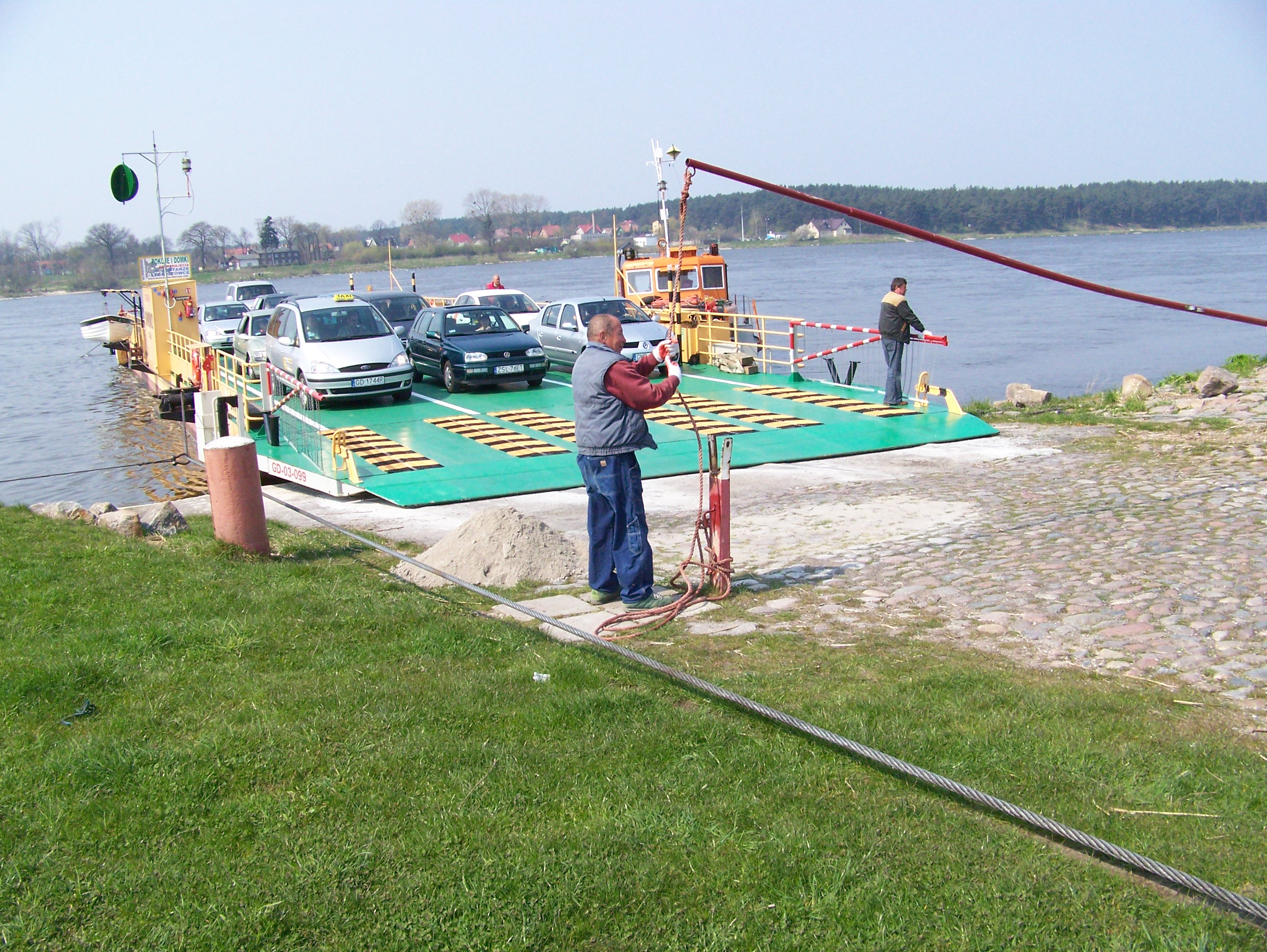
Weichselfähre von Schiewenhorst nach Nickelswalde

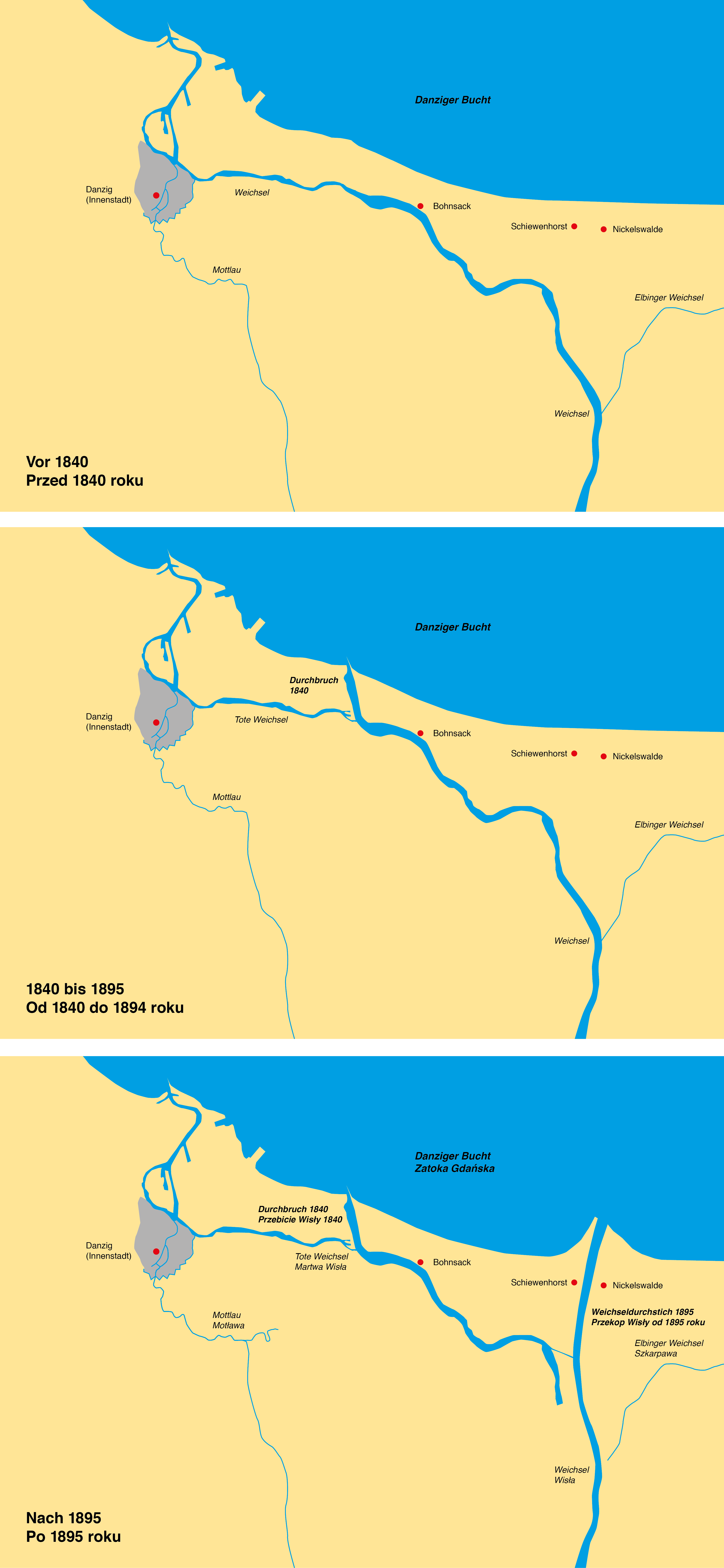
Entstehung der Insel im Weichseldelta in den Jahren 1839 bis 1895

### Größe und Lage
Die 35,79 km² große Insel wird im Norden durch die Ostsee, auf allen anderen Seiten von Armen des Weichseldeltas begrenzt. Die Insel entstand Ende Januar 1840 nach einem Hochwasser, das zum Dünendurchbruch am Südwestufer führte und 1895, nachdem der Weichsel durch einen künstlichen Durchstich ihr heutiger direkter Abfluss (Stromweichsel) in die Ostsee ermöglicht wurde. Die Insel grenzt im Westen an die Wyspa Portowa (Hafeninsel).

### Binnengewässer und Naturschutzgebiet
Bei Górki Wschodnie, an der Nordwestspitze der Insel, befindet sich das 198 ha große Naturschutzgebiet Ptasi Raj mit den beiden Seen Jezioro Ptasi Raj und Jezioro Karaś.

## Verkehr
Über die Insel führt in West-Ost-Richtung die Woiwodschaftsstraße 501. Im Westen der Insel führt eine Pontonbrücke über den heute Martwa Wisła (Tote Weichsel) genannten Flussarm, im Osten gibt es eine Fährverbindung von Świbno (Schiewenhorst) nach Mikoszewo (Nickelswalde) über den Hauptarm der Weichsel, im Süden kann man bei Przegalina (Einlage) über eine im Jahr 2012 erbaute Klappbrücke die Schleuse Stromweichsel / Tote Weichsel überqueren.
Bis 1974 durchquerte eine Linie der schmalspurigen ehemaligen Westpreußischen Kleinbahn (Żuławska Kolej Dojazdowa) die Nehrung. Die Verbindung nach Osten über die Weichsel zum noch heute bestehenden Restnetz der Bahn geschah bis 1956 via Trajektbetrieb auf einer Dampffähre zwischen Świbno (Schiewenhorst) und Mikoszewo (Nickelswalde). In den Jahren 1956 bis 1974 bestand ein abgetrennter Inselverkehr, der 1974 eingestellt wurde. Die Bahnanlagen wurden abgebaut.